# Парамжіт Калон
Парамжіт Калон (англ. Paramjit Kahlon) — індійський менеджер, генеральний директор ПАТ «АрселорМіттал Кривий Ріг» (з 1 лютого 2015 - 2019).

## Кар'єра
Закінчив державний інженерний інститут штату Хар'яна, має управлінську ступінь з металургії, сертифікат післядипломної освіти з комп'ютерних наук.
У 1995 став менеджером з проектів компанії «СМС Зімаг». У 2001 році перейшов до компанії Danieli&C, де реалізував і запустив ряд стратегічних сталеливарних проектів основних виробників сталі в Індії, Китаї, Тайвані, Великій Британії, Франції, Італії та Росії.
Пізніше був заступником генерального директора з виробництва ПАТ «АрселорМіттал Кривий Ріг», працював головою технічної адміністрації та головним керуючим по проектам і стратегії підприємства (2008—2010).